# Шпион, выйди вон! (фильм)
«Шпио́н, вы́йди вон!» (англ. Tinker Tailor Soldier Spy; дословно — «Лудильщик, портной, солдат, шпион», детская считалка) — шпионский триллер 2011 года о холодной войне, пятый полнометражный фильм, снятый кинорежиссёром Томасом Альфредсоном. Сценарий написали Бриджет О’Коннор и Питер Строхан по одноимённому роману Джона Ле Карре 1974 года, который был ранее экранизирован Би-би-си в виде телевизионного мини-сериала с Алеком Гиннессом в главной роли (1979). В фильме снялся ансамбль актёров, включая Гэри Олдмена в роли Джорджа Смайли, агента, пытающегося разоблачить советского шпиона, засевшего в верхушке МИ-6, а также Колина Фёрта, Тома Харди, Джона Хёрта, Тоби Джонса, Марка Стронга, Бенедикта Камбербэтча, Киарана Хайндса, Давида Денсика и Кэти Бёрк.
Действие фильма происходит в Лондоне в начале 1970-х годов, в самый разгар Холодной войны и повествует об охоте на советского двойного агента во главе британской секретной службы.
Фильм был снят британской компанией Working Title Films и профинансирован французской StudioCanal. 5 сентября]] 2011 года, премьера фильма состоялась в конкурсной программе 68-го Венецианского международного кинофестиваля, в Великобритании — 16 сентября 2011 года, в Германии — 2 февраля 2012 года, а во Франции — 8 февраля 2012 года. Получив успех у критиков и коммерческий успех, фильм стал самым кассовым в британском прокате в течение трёх последовательных недель. Он получил премию BAFTA за выдающийся британский фильм. Фильм также получил 3 номинации на премию «Оскар»: за лучший адаптированный сценарий (Бриджет О’Коннор и Питер Строхан), лучшую музыку к фильму (Альберто Иглесиас) и лучшую мужскую роль (Гэри Олдмен).

## Сюжет
В 1973 году глава британской разведки МИ-6 («Цирк»), условно именуемый «Хозяином», отправляет агента Джима Придо в Венгрию, чтобы тот встретился с венгерским генералом, желающим продать информацию. Встречу срывают агенты советской разведки, а Придо стреляют в спину. Инцидент влечёт за собой международный конфликт, в результате которого «Хозяин» и его правая рука Джордж Смайли вынуждены уйти в отставку, а вскоре после этого тяжело больной «Хозяин» умирает.
Новым главой «Цирка» становится Перси Аллеллайн, Билл Хейдон — заместителем главы, а Рой Блэнд и Тоби Эстерхази — его ближайшими союзниками. Ещё в период руководства «Хозяина» Аллелайн сообщал об информаторе в верхушке советской разведки, который передаёт ему засекреченные данные, условно названные «Чёрной магией». «Хозяин» и Смайли сочли это подозрительным. Аллеллайн делится полученными от информатора сведениями с американцами в обмен на ценные сведения разведки США.
Заместитель министра, куратор разведки Оливер Лэйкон обращается к ушедшему в отставку Смайли с просьбой вычислить «крота», который долгое время работает в МИ-6. Смайли беседует с людьми, покинувшими «Цирк» в то же время, что и он. Одна из них, Конни Сакс, была уволена Аллелайном сразу после ухода Смайли за её подозрения относительно советского дипломата Полякова. Другой, Джерри Уэстерби, работал дежурным офицером в ночь нападения на Придо. Он рассказывает, что по протоколу звонил Смайли в ту ночь, чтобы сообщить о происшествии, однако его жена сказала, что его нет дома. Вскоре после этого в МИ-6 прибыл Хейдон, который узнал о случившемся якобы из телеграфной ленты в клубе, однако Смайли полагает, что тот узнал обо всем от его жены, с которой у него была сексуальная связь, пока Смайли был в отъезде.
Вернувшись домой, Смайли обнаруживает у себя в квартире Рики Тарра — сбежавшего агента «Цирка». Тарр рассказывает, что был отправлен в Стамбул, чтобы завербовать советского агента Бориса. Там он завёл роман с женой Бориса Ириной, которая тоже работает на разведку, и потому не вернулся на родину в указанный срок. Ирина рассказывает Тарру о существовании «крота» в рядах МИ-6, который был подослан неким советским шпионом Карлой. Тарр сообщает это британской разведке и получает приказ возвращаться обратно. В ту же ночь Бориса и британского связного в Стамбуле убивают, а Ирину похищают и доставляют обратно в СССР. Британцы обвиняют Тарра в дезертирстве и в убийствах Бориса и связного, потому Тарр пускается в бега. Смайли поручает Питеру Гиллему, который помогает ему в расследовании, выкрасть дежурный журнал из МИ-6. Они обнаруживают, что записи о переданном Тарром сообщении удалены и понимают, что история Тарра правдива.
Смайли находит Джима Придо, который выжил после ранения и из-за провала операции был репатриирован. Придо открывает ему истинную цель поездки в Венгрию: узнать имя «крота». «Хозяин» дал подозреваемым кодовые имена: «Лудильщик» (Аллелайн), «Портной» (Хейдон), «Солдат» (Блэнд), «Бедняк» (Эстерхази) и «Нищий» (Смайли). Он рассказывает ему о том, как его пытали советские агенты, и об убийстве Ирины, что подтверждает рассказ Тарра. Смайли понимает, что Аллелайн, Хейдон, Блэнд и Эстерхази встречались с Поляковым на конспиративной квартире, где в обмен на материалы «Чёрной магии» передавали ему маловажную информацию о британской разведке, чтобы в СССР были уверены, что Поляков делает свою работу. В действительности же произошла утечка подлинных данных, а материал, передаваемый Поляковым, оказался «пустышкой», подсунутой с целью заставить американцев делиться своими сведениями с британцами и которые потом попали бы в руки КГБ.
Смайли получает адрес конспиративной квартиры от Эстерхази, а Тарр отправляется в парижское отделение, зная, что «крот» захочет встретиться с Поляковым, чтобы передать информацию. Смайли ожидает в квартире и узнаёт, что шпион — Хейдон. Перед отъездом в Венгрию Придо посетил Хейдона, с которым его связывал любовный роман, и сообщил о подозрениях «Хозяина», таким образом подставив самого себя. МИ-6 планирует передать Хейдона СССР, но Придо не прощает Хейдону предательства и убивает его. Смайли возвращается в МИ-6 в качестве руководителя. В финальной сцене фильма звучит знаменитая песня La Mer в исполнении Хулио Иглесиаса; такая концовка, по мнению критиков, застигает зрителя врасплох и в то же время доставляет ему удовольствие.

## В ролях
- Гэри Олдмен — Джордж Смайли
- Бенедикт Камбербэтч — Питер Гиллем, ближайший помощник Смайли
- Марк Стронг — Джим Придо
- Том Харди — Рикки Тарр
- Колин Фёрт — Билл Хейдон, кодовое имя Портной[8]
- Тоби Джонс — Перси Аллелайн, кодовое имя Лудильщик[8]
- Давид Денсик — Тоби Эстерхази, кодовое имя Бедняк[8]
- Киаран Хайндс — Рой Блэнд, кодовое имя Солдат[8]
- Джон Хёрт — Хозяин, глава МИ-6
- Стивен Грэм — Джерри Уэстерби
- Саймон Макбёрни — Оливер Лэйкон, госслужащий
- Кэти Бёрк — Конни Сакс
- Кристиан Маккей — Маккельвор
- Светлана Ходченкова — Ирина
- Константин Хабенский — Алексей Александрович Поляков, советский атташе
- Роджер Ллойд-Пак — Мэндел, полицейский в отставке
- Денис Хорошко — Иван
- Катерина Васильева — Энн Смайли
- Томаш Ковальский — Борис
- Олег Джабраилов — Сергей

- Хейдон (Портной)
- Аллелайн (Лудильщик)
- Эстерхази (Бедняк)

## Создание

### Подготовка
Фильм был анонсирован сценаристом Питером Морганом, когда он написал набросок сценария и отправил его в кинокомпанию Working Title Films. Предполагалось, что фильм будет сниматься по сценарию Моргана, но по личным причинам тот покинул состав сценаристов, всё ещё оставаясь исполнительным продюсером. После этого Working Title Films наняла Питера Строхана и Бриджет О’Коннор для корректировки сценария.
9 июля 2009 года Томас Альфредсон был утверждён на пост режиссёра-постановщика. Это первый англоязычный фильм, режиссёром которого выступает Томас Альфредсон.
Бюджет фильма составил 30 миллионов долларов, в большинстве своём выделенных французской кинокомпанией «StudioCanal».

### Кастинг
Альфредсон выбрал Гэри Олдмена на роль Джорджа Смайли не случайно, сказав, что у актёра «великое лицо» и «скромная энергия и интеллигентность, которая как раз нужна». Многие именитые актёры пробовались на разные роли в картине, но спустя несколько дней после начала съёмок Гэри Олдмен оставался единственным, кто был официально утверждён. Одним из первых кандидатов на роль Смайли был Джон Хёрт. Позже ему была отдана роль Хозяина.
На ранних стадиях подготовки к съёмкам переговоры с кинокомпанией вел Дэвид Тьюлис. 17 сентября 2010 года было объявлено, что к актёрскому составу фильма присоединился Марк Стронг. Планы на съёмки в фильме были и у Джареда Харриса, но из-за конфликтов с кинокомпанией Warner Bros., у которой Харрис в тот момент снимался в картине «Шерлок Холмс: Игра теней», актёр вынужден был покинуть актёрский состав. Он был заменен Тоби Джоунсом. Майкл Фассбендер должен был сыграть роль агента МИ-6 Рикки Тарра, но в конечном счёте был заменён Томом Харди. Тот получил эту роль благодаря случайности: продюсер фильма Тим Беван заметил, что актёр напоминает ему молодого Роберта Рэдфорда.

### Съёмки
Съёмки фильма проходили в Лондоне, Будапеште и Стамбуле. Оператором фильма выступил Хойте ван Хойтема, с которым Альфредсон работал в своем предыдущем фильме «Впусти меня».
Чтобы подготовиться к роли Джорджа Смайли, Гэри Олдмен ел много патоки и заварного крема, чтоб отрастить «небольшой живот, как у людей пожилого возраста», наблюдал за игрой Алека Гиннесса в телесериале 1979 года, а также общался с «создателем» Смайли — Джоном Ле Карре:

Все его качества — то, как он говорит, прикасается к предметам — всё это я вложил в Смайли. Надеюсь, он не против, ведь Смайли засел у него в ДНК.

Чтобы выбрать очки Джорджа Смайли, Олдмен посетил магазин Old Focals в Пасадене.

Очки — очень интересная штука. Для Смайли — это вроде фирменного знака, как для Бонда — Астон Мартин или коктейль «водка-мартини».

Олдмен примерил сотни оправ, прежде чем нашёл нужную.

### Критика
Премьера фильма «Шпион, выйди вон!» состоялась в конкурсной программе 68-го Венецианского кинофестиваля. Первые рецензии на фильм от профессиональных кинокритиков были единогласно положительны. На Rotten Tomatoes у фильма 85 % положительных рецензий из 164 со средней оценкой 7,8 баллов.
Один из самых влиятельных кинокритиков Роджер Эберт дал фильму 3 звезды из 4.
По мнению авторитетных кинокритиков, фильм являлся одним из основных кандидатов на премию «Оскар». Гэри Олдмену прочили статуэтку в номинации «Лучшая мужская роль».
Автору романа «Шпион, выйди вон!» Джону Ле Карре фильм очень понравился. В частности, он похвалил сценарий и актёрскую игру Гэри Олдмена, добавив, что актёр справился с ролью Джорджа Смайли лучше, чем Алек Гиннесс в 1979 году: «Фильм оказался настоящим триумфом. Он прошел через мою личную призму».

## Награды и номинации
Фильм получил 3 номинации на премию «Оскар»: за лучшую мужскую роль (Гэри Олдмен), лучший адаптированный сценарий (Бриджет О’Коннор, Питер Строхан) и лучшую музыку (Альберто Иглесиас).
| Премия                                         | Дата церемонии   | Категория                                      | Лауреаты и номинанты                                                 | Итог      |
| ---------------------------------------------- | ---------------- | ---------------------------------------------- | -------------------------------------------------------------------- | --------- |
| Венецианский кинофестиваль                     | 10 сентября 2011 | Золотой лев                                    |                                                                      | Номинация |
| Премия британского независимого кино           | 4 декабря 2011   | Лучший британский независимый фильм            |                                                                      | Номинация |
| Премия британского независимого кино           | 4 декабря 2011   | Лучшая режиссёрская работа                     | Томас Альфредсон                                                     | Номинация |
| Премия британского независимого кино           | 4 декабря 2011   | Лучшая мужская роль                            | Гэри Олдмен                                                          | Номинация |
| Премия британского независимого кино           | 4 декабря 2011   | Лучшая мужская роль второго плана              | Том Харди                                                            | Номинация |
| Премия британского независимого кино           | 4 декабря 2011   | Лучшая мужская роль второго плана              | Бенедикт Камбербэтч                                                  | Номинация |
| Премия британского независимого кино           | 4 декабря 2011   | Лучшая женская роль второго плана              | Кэти Бёрк                                                            | Номинация |
| Премия британского независимого кино           | 4 декабря 2011   | Лучшее техническое достижение (декорации)      | Мария Дьюркович                                                      | Победа    |
| Премия ассоциации кинокритиков Вашингтона      | 5 декабря 2011   | «Лучший адаптированный сценарий»               | Бриджет О'Коннор, Питер Строхан                                      | Номинация |
| Премия круга кинокритиков Сан-Франциско        | 11 декабря 2011  | «Лучшая мужская роль»                          | Гэри Олдмен                                                          | Победа    |
| Премия круга кинокритиков Сан-Франциско        | 11 декабря 2011  | «Лучший адаптированный сценарий»               | Бриджет О'Коннор, Питер Строхан                                      | Победа    |
| Премия ассоциации кинокритиков Лос-Анджелеса   | 11 декабря 2011  | «Лучшая работа художника-постановщика»         | Мария Дьюркович                                                      | Номинация |
| Премия «Спутник»                               | 18 декабря 2011  | Лучший фильм                                   |                                                                      | Номинация |
| Премия «Спутник»                               | 18 декабря 2011  | Лучшая режиссёрская работа                     | Томас Альфредсон                                                     | Номинация |
| Премия «Спутник»                               | 18 декабря 2011  | Лучшая мужская роль в кинофильме               | Гэри Олдмен                                                          | Номинация |
| Премия ассоциации кинокритиков Чикаго          | 19 декабря 2011  | «Лучшая мужская роль»                          | Гэри Олдмен                                                          | Номинация |
| Премия ассоциации кинокритиков Чикаго          | 19 декабря 2011  | «Лучший адаптированный сценарий»               | Бриджет О'Коннор, Питер Строхан                                      | Номинация |
| Премия круга кинокритиков Лондона              | 19 января 2012   | «Лучший фильм»                                 |                                                                      | Номинация |
| Премия круга кинокритиков Лондона              | 19 января 2012   | «Лучший британский фильм»                      |                                                                      | Номинация |
| Премия круга кинокритиков Лондона              | 19 января 2012   | «Лучшая мужская роль»                          | Гэри Олдмен                                                          | Номинация |
| Премия круга кинокритиков Лондона              | 19 января 2012   | «Лучший британский актёр»                      | Гэри Олдмен                                                          | Номинация |
| Премия круга кинокритиков Лондона              | 19 января 2012   | «Лучший сценарий»                              | Бриджет О'Коннор, Питер Строхан                                      | Номинация |
| Премия круга кинокритиков Лондона              | 19 января 2012   | «Лучшая работа художника-постановщика»         | Мария Дьюркович                                                      | Победа    |
| Премия ирландского кинематографа и телевидения | 11 февраля 2012  | «Лучший интернациональный фильм»               |                                                                      | Победа    |
| Премия ирландского кинематографа и телевидения | 11 февраля 2012  | «Лучший интернациональный актёр»               | Гэри Олдмен                                                          | Номинация |
| BAFTA                                          | 12 февраля 2012  | «Лучший фильм»                                 |                                                                      | Номинация |
| BAFTA                                          | 12 февраля 2012  | «Лучший британский фильм»                      |                                                                      | Победа    |
| BAFTA                                          | 12 февраля 2012  | «Лучшая режиссёрская работа»                   | Томас Альфредсон                                                     | Номинация |
| BAFTA                                          | 12 февраля 2012  | «Лучшая операторская работа»                   | Хойте ван Хойтема                                                    | Номинация |
| BAFTA                                          | 12 февраля 2012  | «Лучшая мужская роль»                          | Гэри Олдмен                                                          | Номинация |
| BAFTA                                          | 12 февраля 2012  | «Лучший адаптированный сценарий»               | Бриджет О’Коннор, Питер Строхан                                      | Победа    |
| BAFTA                                          | 12 февраля 2012  | «Лучшая музыка»                                | Альберто Иглесиас                                                    | Номинация |
| BAFTA                                          | 12 февраля 2012  | «Лучший дизайн костюмов»                       | Жаклин Дюрран                                                        | Номинация |
| BAFTA                                          | 12 февраля 2012  | «Лучшая работа художника-постановщика»         | Мария Дьюркович, Татьяна Макдональд                                  | Номинация |
| BAFTA                                          | 12 февраля 2012  | «Лучший звук»                                  | Джон Казали, Говард Баргрофф, Даг Купер, Стивен Гриффитс, Энди Шелли | Номинация |
| Оскар                                          | 26 февраля 2012  | «Лучшая мужская роль»                          | Гэри Олдмен                                                          | Номинация |
| Оскар                                          | 26 февраля 2012  | «Лучший адаптированный сценарий»               | Бриджет О’Коннор, Питер Строхан                                      | Номинация |
| Оскар                                          | 26 февраля 2012  | «Лучшая музыка»                                | Альберто Иглесиас                                                    | Номинация |
| Кинопремия «Империя»                           | 25 марта 2012    | Лучший фильм                                   |                                                                      | Номинация |
| Кинопремия «Империя»                           | 25 марта 2012    | Лучший британский фильм                        |                                                                      | Победа    |
| Кинопремия «Империя»                           | 25 марта 2012    | Лучший триллер                                 |                                                                      | Победа    |
| Кинопремия «Империя»                           | 25 марта 2012    | Лучший актёр                                   | Гэри Олдмен                                                          | Победа    |
| Кинопремия «Империя»                           | 25 марта 2012    | Лучший режиссёр                                | Томас Альфредсон                                                     | Номинация |
| Премия Европейской киноакадемии                | 1 декабря 2012   | «Выбор зрителей — лучший фильм»                |                                                                      | Номинация |
| Премия Европейской киноакадемии                | 1 декабря 2012   | «Лучшая мужская роль»                          | Гэри Олдмен                                                          | Номинация |
| Премия Европейской киноакадемии                | 1 декабря 2012   | «Лучшая операторская работа»                   | Хойте ван Хойтема                                                    | Номинация |
| Премия Европейской киноакадемии                | 1 декабря 2012   | «Лучшая музыка»                                | Альберто Иглесиас                                                    | Победа    |
| Премия Европейской киноакадемии                | 1 декабря 2012   | «Лучшая работа художника-постановщика»         | Мария Дьюркович                                                      | Победа    |
| «Золотой орёл»                                 | 25 января 2013   | «Лучший зарубежный фильм в российском прокате» |                                                                      | Номинация |